# ユースフ1世 (ナスル朝)
ユースフ1世（アブル＝ハッジャージュ・ユースフ・ブン・イスマーイール, アラビア語: أبو الحجاج يوسف بن إسماعيل, ラテン文字転写: Abuʿl-Ḥajjāj Yūsuf b. Ismāʿīl, 1318年6月29日 - 1354年10月19日）、またはラカブ（尊称）でアル＝ムアイヤド・ビッ＝ラーフ（アラビア語: المؤيد بالله, ラテン文字転写: al-Muʾayyad bi-llāh,「神の救済を得る者」の意）は、第7代のナスル朝グラナダ王国の君主である（在位：1333年8月26日 - 1354年10月19日）。
兄のムハンマド4世の暗殺後に15歳でスルターンに即位したユースフ1世は、当初は年少者として扱われ、大臣たちと祖母のファーティマから限られた権限しか与えられなかった。ナスル朝は1334年2月に隣国であるカスティーリャ王国とモロッコのマリーン朝との間で4年間の期限を設けた講和条約を締結し、5月にはアラゴン王国とも条約を結んだ。その後、1338年か1340年にムハンマド4世の暗殺を主導したアル＝グザート・アル＝ムジャーヒディーンの指導者の一族であるアビー・アル＝ウラー家を追放した。
講和条約の期限が切れたのち、マリーン朝がカスティーリャ領内を襲撃したことで戦争行為が再開され、1340年4月にはアルヘシラス沖でナスル朝とマリーン朝の艦隊がカスティーリャ艦隊に勝利を収めた。しかし、ナスル朝とマリーン朝の連合軍は同年の10月30日に起こったサラード川の戦いで決定的な敗北を喫し、ナスル朝はこの戦いの余波の中でアルカラ・デ・ベンサイデを含むいくつかの都市や要塞をカスティーリャに奪われた。1342年にはカスティーリャ王アルフォンソ11世が戦略的に重要な港湾都市であるアルヘシラスを包囲した。ユースフ1世はカスティーリャ領内に陽動攻撃を加えつつアルヘシラスに向かい、包囲軍と交戦したものの、1344年3月に10年間の和平と引き換えにアルヘシラスの無血開城を余儀なくされた。
アルフォンソ11世は1349年に10年間有効であった講和条約を破って戦争行為を再開し、マリーン朝が統治していたジブラルタルを包囲した。ユースフ1世は援軍を送れなかったマリーン朝に代わりカスティーリャへの反撃を指揮したが、1350年3月にアルフォンソ11世が黒死病で死去したことで包囲は解除された。包囲戦後にはアルフォンソ11世の息子でその後継者となったペドロ1世と条約を結び、条約に従ってカスティーリャ国内の反乱の鎮圧のために軍隊を派遣した。その一方でマリーン朝のスルターンのアブー・イナーン・ファーリスと対立したスルターンの兄弟を保護したことでマリーン朝との関係が悪化した。そしてイード・アル＝フィトルにあたる1354年10月19日にグラナダの大モスクで祈りを捧げている中、一人の狂人の手によって暗殺された。
ユースフ1世の治世中に被った領土の喪失とは対照的に、ナスル朝は建築や文化面において繁栄期を迎えた。グラナダ市内には高等教育機関であるマドラサ・ユースフィーヤが設立され、アルハンブラ宮殿ではコマレス宮の増築を含む多くの建造物が建てられた。また、ハージブ（侍従）のアブー・ヌアイム・リドワーンをはじめ、ワズィール（宰相）を務めたイブン・アル＝ジャイヤーブやイブン・アル＝ハティーブなどの著名な文化人が政権を支えた。現代の多くの歴史家は、ユースフ1世とその息子で後継者のムハンマド5世の治世をナスル朝の全盛期であったとみなしている。

## 出自と初期の経歴

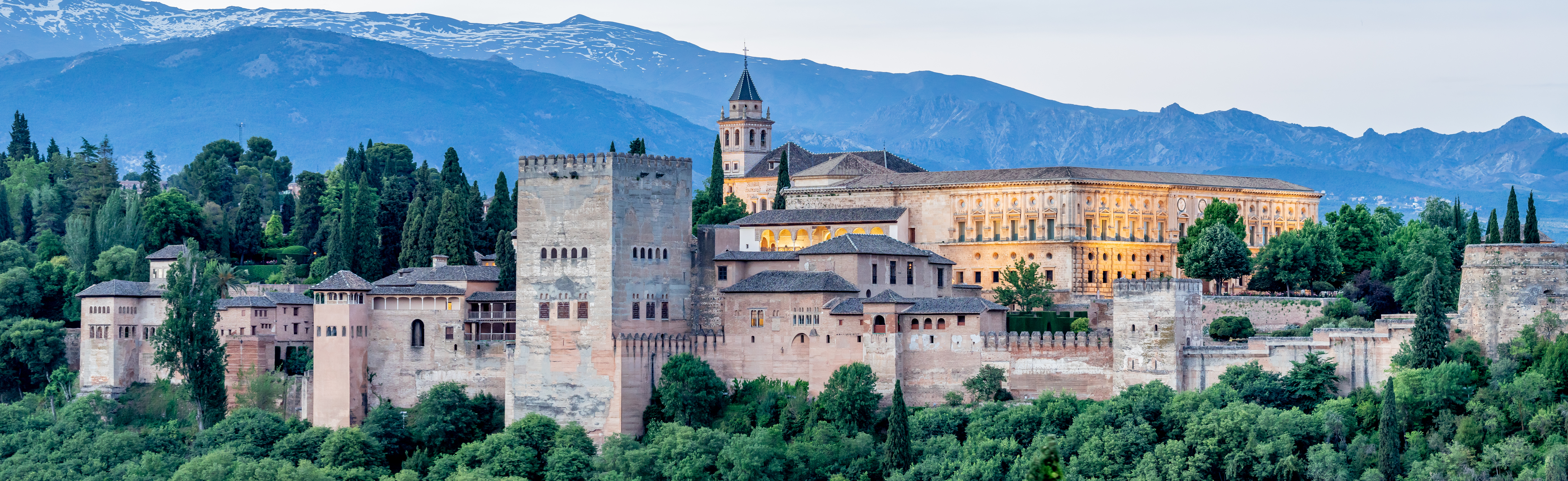
ユースフ1世は1318年に写真のアルハンブラ宮殿で生まれた。

ユースフ1世として知られるアブル＝ハッジャージュ・ユースフ・ブン・イスマーイールは、ナスル朝がグラナダに築いた要塞と王宮の複合施設であるアルハンブラ宮殿において1318年6月29日（ヒジュラ暦718年ラビー・アッ＝サーニー月28日）にスルターンのイスマーイール1世（在位：1314年 - 1325年）の三男として生まれた。また、イスマーイール1世の死後にその後継者となったムハンマド4世（在位：1325年 - 1333年）はユースフの兄にあたる。イスマーイール1世には4人の息子と2人の娘がいたが、ユースフは母親のバハールが生んだ唯一の子供であった。そのバハールはキリスト教国出身のウンム・ワラド（女奴隷の内妻）であり、ユースフ1世の下でワズィール（宰相）を務めた歴史家のイブン・アル＝ハティーブは、「品行が良く、高潔であり、落ち着いた性格の貴婦人」と評している。1325年にイスマーイール1世が暗殺されると10歳の息子のムハンマド4世が後継者となり、1333年8月25日に暗殺されるまでナスル朝を統治した。ムハンマド4世の暗殺はジブラルタルを包囲したカスティーリャ軍をモロッコのマリーン朝と協力して退け、グラナダへ帰還する途中で起こった。イブン・アル＝ハティーブは若き日のユースフについて、「肌が白く、生まれつき逞しく、立派な容姿を持ち、性格にも優れていた」と記しており、外見については、大きな目と真っすぐな黒い髪を持ち、濃いあご髭を蓄えていたと説明している。さらに、ユースフは「優雅な衣装」を好み、芸術や建築に関心を抱き、「武器の収集家」であり、「機械を使いこなす才能があった」と述べている。また、即位する以前は母親の家で暮らしていた。

## 背景

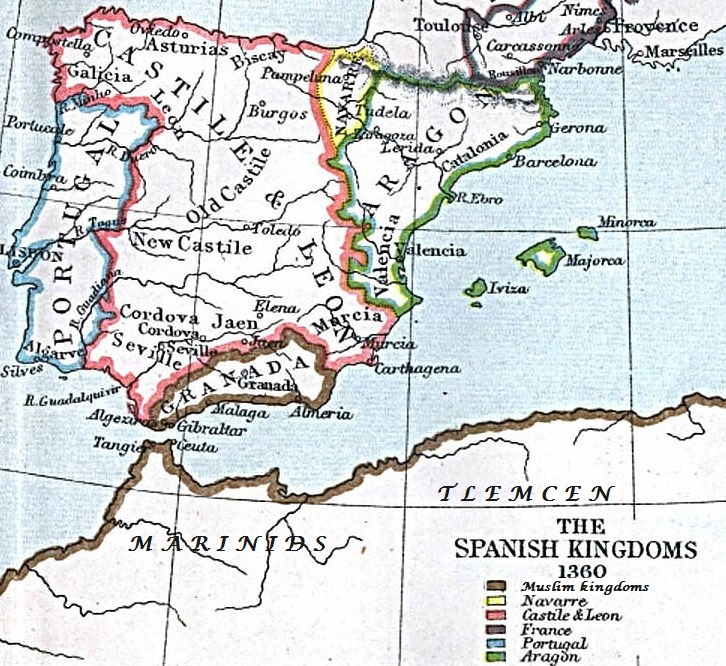
1360年時点のイベリア半島の勢力図。南部の茶色の部分がナスル朝。

ナスル朝は1230年代にムハンマド1世（在位：1238年 - 1273年）によって建国されたイベリア半島で最後のイスラーム国家であった。また、北のカスティーリャ王国と海を隔てたモロッコのイスラーム王朝であるマリーン朝という二つの大きな隣国に挟まれていたにもかかわらず、外交と軍事的な戦略を組み合わせることによって独立を維持することに成功した。ナスル朝はいずれかの勢力によって支配されることを避けるために、両者と断続的に同盟関係を結ぶか、時には武力に訴え、さもなければ両者が互いに戦うように仕向けていた。ナスル朝のスルターンはしばしばカスティーリャにとって重要な収入源となっていた貢納金を支払ったが、これはナスル朝にとっては重い負担であった。また、カスティーリャの視点ではナスル朝の君主は国王の臣下であったが、イスラーム教徒は史料の中で決してそのような関係にあるとは説明しなかった。実際にはムハンマド1世は時と場合に応じて他の異なるイスラーム教徒の君主に対しても忠誠を宣言していた。
ユースフ1世の前任者であるムハンマド4世はその治世中にマリーン朝のスルターンに支援を求めた。これはナスル朝で強い影響力を振るい、スルターンの僭称者を支持して反乱を起こした軍司令官のウスマーン・ブン・アビー・アル＝ウラーに加え、そのウスマーンと結んで内戦に介入したカスティーリャを退ける必要に迫られたためであった。しかし、支援を得ることと引き換えにロンダ、マルベーリャ、およびアルヘシラスをマリーン朝へ割譲せざるを得なかった。そして内戦の終結後にマリーン朝とナスル朝の連合軍がジブラルタルを占領し、カスティーリャによるジブラルタルの奪還の試みを退けたものの、ムハンマド4世はカスティーリャ王アルフォンソ11世（在位：1312年 - 1350年）とマリーン朝のスルターンのアブル＝ハサン・アリー（在位：1331年 - 1348年）との間で講和条約を結んだ翌日に暗殺された。
ムハンマド4世を実際に殺害したのはザイヤーンという名の奴隷であったが、殺害を指示していたのは1330年に死去したウスマーン・ブン・アビー・アル＝ウラーの息子たちであり、ウスマーンの後継者としてアル＝グザート・アル＝ムジャーヒディーンの司令官となっていたアブー・サービト・ブン・ウスマーンとイブラーヒーム・ブン・ウスマーンの二人である。当時と近い時代に生きた歴史家であるイブン・ハルドゥーンは、ナスル朝とマリーン朝の同盟が原因となってムハンマド4世が殺害されたと説明している。より具体的には、兄弟は自分たちの一族がかつてマリーン朝によって反体制派としてナスル朝へ追放されていたためにマリーン朝を一族の敵と見なしており、さらにはマリーン朝のイベリア半島への軍事的関与もアル＝グザート・アル＝ムジャーヒディーンにとってはナスル朝のために戦う有力な軍事集団として以前に持っていた影響力を失うことを意味したために殺害を決意したと述べている。一方でカスティーリャの年代記は、ムハンマド4世がジブラルタルの包囲戦の終結時にアルフォンソ11世に対して過度に友好的な態度を取ったために殺害されたと説明している。
マリーン朝はジブラルタルの支配を手に入れ、ムハンマド4世からその領土の一部を割譲されたことで、アル＝アンダルス（イベリア半島におけるイスラーム教徒の支配地域）においてナスル朝が伝統的に保持していた土地の一部を支配し、そこに大規模な守備隊を配備するようになった。また、ジブラルタル海峡の港湾都市であるアルヘシラスとジブラルタルを支配下に置いたことで北アフリカとイベリア半島の間で軍隊を容易に移動させることも可能になった。これらの港とその周辺海域の支配は北アフリカの勢力によるイベリア半島への介入を阻止したいアルフォンソ11世にとっても重要な目標であった。

## 即位
ナスル朝には君主の地位の継承に関する具体的な規則はなかったものの、なぜイスマーイール1世の次男で1歳年上のファラジュではなくユースフが後継者に選ばれたのかについては記録が残っていないために不明である。その一方でユースフがどこでスルターンとして宣言されたのか、また、誰がユースフを選んだのかについては複数の記録が残されている。歴史家のレオナード・パトリック・ハーヴェイとブライアン・カトロスはカスティーリャの年代記の記録を取り上げ、その記録ではムハンマド4世の暗殺の現場に居合わせていたハージブ（侍従）のアブー・ヌアイム・リドワーンが首都のグラナダへ急行し、その日のうちに到着するとファーティマ・ビント・アル＝アフマル（イスマーイール1世の母であり、ムハンマド4世とユースフ1世の祖母にあたる）と協議を行い、ユースフを新しいスルターンとして宣言する手筈を整えたとされている。その一方で歴史家のフランシスコ・ビダル・カストロは、スルターン位の宣言と忠誠の誓いが首都ではなくジブラルタルに近いイスラーム教徒の軍の野営地で行われ、ムハンマド4世の暗殺の首謀者であったアビー・アル＝ウラー家の兄弟がユースフをスルターンであると宣言したとする別の記録を支持している。いずれにせよ、ユースフのスルターン位はムハンマド4世の死の翌日（8月26日/ズルヒッジャ月14日）に宣言された。
15歳で即位したユースフは当初は未成年者として扱われ、イブン・アル＝ハティーブによれば、ユースフの権限は「自分の食卓から食べるものを選ぶ」ことに限られていた。祖母のファーティマとハージブのリドワーンがユースフの家庭教師となり、両者は他の大臣とともに統治権の一部を行使した。また、即位の際にユースフはアル＝ムアイヤド・ビッ＝ラーフ（「神の救済を得る者」の意）というラカブ（尊称）を名乗った。王朝の創設者であるムハンマド1世はアル＝ガーリブ・ビッ＝ラーフ（「神の恩寵による勝利者」の意）というラカブを名乗っていたが、その後はユースフ1世の代に至るまで歴代のスルターンはこの慣習を採用しなかった。しかし、ユースフ1世以降のナスル朝のスルターンはほぼ全員がラカブを名乗った。カスティーリャの年代記によれば、ユースフ1世は即位後速やかに亡き兄の協力者であったマリーン朝のアブル＝ハサン・アリーの庇護を求めた。

## 政治および軍事面の動向

### 初期の平和

ナスル朝の領土と主要都市を示した地図

ジブラルタルの包囲戦後にムハンマド4世が確保した和平は、当時の原則ではその死によって効力が消滅したため、ユースフ1世の代表者がアルフォンソ11世とアブル＝ハサン・アリーの代表者との会談の機会を設けた。そして三者は1334年2月26日にマリーン朝の首都のフェズで4年間の期限を設けた新たな条約に署名した。前回の条約と同様に新しい条約では三国間の自由な貿易が認められていたが、異例なことにナスル朝からカスティーリャへの貢納金の支払いは条約の内容に含まれていなかった。マリーン朝の船舶はカスティーリャの港に出入りできるようになり、スルターンのアブル＝ハサン・アリーはイベリア半島の守備隊を増強しないという条項に同意したが、部隊を交代させることは依然として可能であった。マリーン朝がイベリア半島の守備隊を増強しないという条項は、カスティーリャだけでなく、自国より大きな国であるマリーン朝がイベリア半島へ進出してくる可能性を警戒していたナスル朝にとっても歓迎すべきものだった。さらに、アラゴン王アルフォンス4世（在位：1327年 - 1336年）も1334年5月にこの条約への加盟に同意し、1335年6月3日にユースフ1世との間で協定を結んだ。その後、1336年1月にアルフォンス4世が死去すると、息子のペーラ4世（在位：1336年 - 1387年）はナスル朝とアラゴンの二国間条約を5年間更新し、ナスル朝とすべての周辺諸国の間に平和な時期が訪れた。
これらの条約が締結されたことで、条約に加わった国の君主たちは関心を別のところへ向けた。カスティーリャのアルフォンソ11世は反抗的な貴族たちに対する厳しい措置に乗り出し、一方でマリーン朝のアブル＝ハサン・アリーは北アフリカのトレムセンを首都とするザイヤーン朝に戦争を仕掛けた。これらの出来事が起きている数年の間にユースフ1世はムハンマド4世暗殺の首謀者であるアビー・アル＝ウラーの一族に対する行動を起こした。1340年9月（もしくは1338年）にアブー・サービト・ブン・ウスマーンはアル＝グザート・アル＝ムジャーヒディーンの総司令官の地位を解任され、ラッフ家のヤフヤー・ブン・ウマルが後任となった。アブー・サービトは3人の兄弟とその一族全員とともにチュニスを首都としていたハフス朝へ追放された。ハーヴェイは、「当時の報復行為の基準から考えると… これはかなり控えめな措置だった」と指摘しており、この措置はユースフ1世が北アフリカ出身の志願兵たちと不必要な緊張関係を作りたくなかったためであろうと推測している。

### カスティーリャに対するナスル朝とマリーン朝の戦争
上述の条約が失効した後の1339年の春にマリーン朝がカスティーリャの田園地帯を襲撃したことで戦争行為が再開され、その結果としてカスティーリャと二つのイスラーム教国の間で対立が始まった。ナスル朝はアルカンタラ騎士団の総長であるゴンサロ・マルティネスが率いるカスティーリャ軍による侵攻を受け、ロクビン、アルカラ・デ・ベンサイデ、およびプリエゴが襲撃された。これに対してユースフ1世は8,000人の軍勢を率いてシレスを包囲したが、サンティアゴ騎士団総長のアルフォンソ・メンデス・デ・グスマンが率いる軍勢によって包囲からの撤退を余儀なくされた。その後、キリスト教徒側ではマルティネスとデ・グスマンの間で個人的な対立が起き、マルティネスは逃亡を試みてユースフ1世の下に向かったとみられるものの、すぐにカスティーリャ軍に捕らえられ、裏切り者として絞首刑に処された上に遺体も焼却された。その一方でマリーン朝はスルターンのアブル＝ハサン・アリーの息子でイベリア半島の軍司令官であったアブー・マーリク・アブドゥルワーヒドがカスティーリャの辺境地帯を荒らし回った。しかし、マリーン朝の軍隊はヘレスでカスティーリャ軍に打ち破られ、アブドゥルワーヒドは1339年10月20日にカスティーリャ軍との戦いの中で死亡した。同じ頃にナスル朝の軍隊はカルカブエイを征服するなど軍事的な成功を収めていた。

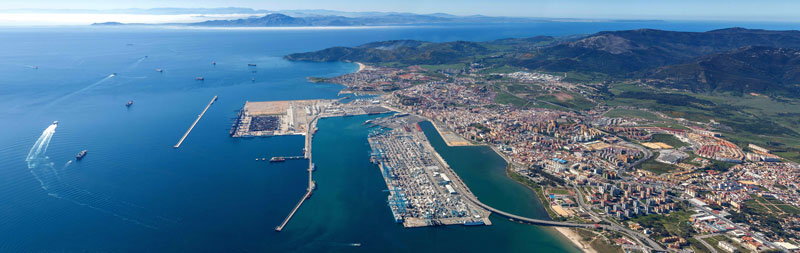
現代のアルヘシラスと対岸の北アフリカ（モロッコと左端のセウタ）

1339年の秋にホフレ・ヒジャベルトに率いられたアラゴン艦隊がアルヘシラス付近で上陸を試みたものの、艦隊は撃退され、ヒジャベルトは戦死した。1340年4月8日にはアルヘシラス沖でムハンマド・アル＝アザフィーに率いられたマリーン朝とナスル朝の艦隊と、より規模の小さかったアルフォンソ・ホフレ・テノーリオに率いられたカスティーリャ艦隊の間で大規模な戦闘が発生した。この戦いはカスティーリャ艦隊の敗北に終わり、指揮官のテノーリオも戦死した。イスラーム教徒の艦隊は44隻のカスティーリャ艦隊のうち28隻のガレー船と7隻のキャラック船を捕獲した。
アブル＝ハサン・アリーはこの海戦の勝利をカスティーリャ征服の予兆とみなした。そして妻たちを含むすべての廷臣と包囲攻撃用の兵器を伴いながら軍隊を率いてジブラルタル海峡を渡った。8月4日にアルヘシラスに上陸したアブル＝ハサン・アリーはユースフ1世と合流し、9月23日に海峡沿いのカスティーリャの港湾都市であるタリファを包囲した。アルフォンソ11世は同盟者のポルトガル王アフォンソ4世（在位：1325年 - 1357年）が率いるポルトガル軍と合流し、タリファの救援に向かった。アルフォンソ11世とアフォンソ4世は10月29日にタリファから8キロメートルの地点に到着し、ユースフ1世とアブル＝ハサン・アリーは両者を迎え撃つために移動した。アルフォンソ11世は8,000人の騎兵、12,000人の歩兵、そして規模が不明な都市の民兵組織を指揮し、一方のアフォンソ4世は1,000人の軍勢を率いていた。これに対しイスラーム教徒の軍隊がどの程度の規模であったのかはよくわかっていない。同時代のキリスト教徒による史料は騎兵53,000人、歩兵600,000人という誇張された数字を残しているが、現代の歴史家であるアンブロシオ・ウイシ・ミランダは、ナスル朝軍が7,000人、マリーン朝軍が60,000人であったと推定している。しかし、戦いの結果を大きく左右したのは軽装備であったイスラーム教徒の騎兵よりもキリスト教徒の騎士の方がはるかに優れた鎧を装着していたという点にあった。

#### サラード川の戦い

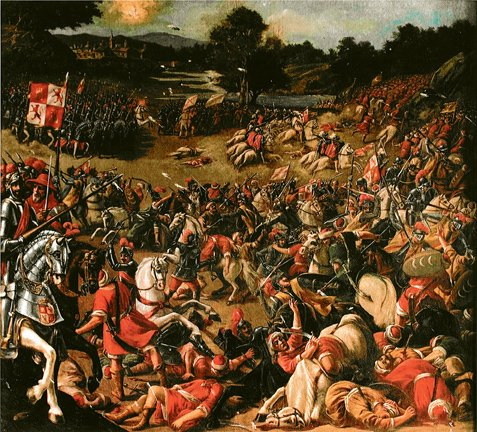
ユースフ1世とその同盟者であるアブル＝ハサン・アリーがカスティーリャとポルトガルの連合軍に敗れたサラード川の戦い（作者不詳、17世紀）

翌日の1340年10月30日に起こったサラード川の戦い（タリファの戦いとも呼ばれている）ではキリスト教徒の軍隊がイスラーム教徒の軍隊に対し決定的な勝利を収めた。この戦いで黄金の兜を被っていたユースフ1世はポルトガル軍の攻撃を受けて戦場から逃亡した。ナスル朝の部隊は当初は防御に成功し、反撃してアフォンソ4世の軍隊を破りかけていたが、キリスト教徒側の援軍が到着すると味方のマリーン朝の部隊を後方に残して敗走した。そしてマリーン朝軍も午前9時から正午まで続いたカスティーリャ軍との戦闘の末に敗走した。ハーヴェイは数的不利にもかかわらずキリスト教徒側が勝利した要因について、その騎馬戦術と優れた鎧の存在を挙げている。軽装備で高い機動力を有する騎兵を中心としたイスラーム教徒側の戦術は開けた場所での戦いにはよく適していたものの、比較的狭隘なサラード川の戦場では整然と戦列を組み、鎧をまとった騎士による攻撃がキリスト教徒側に決定的な優位をもたらしていた。
戦闘の後にキリスト教徒の部隊がイスラーム教徒の陣地を略奪し、アブル＝ハサン・アリーの妃であったファーティマ（ハフス朝のアブー・バクル2世の娘）を含む女性や子供たちを殺戮したが、ファーティマの身代金を得ることを望んでいた指揮官たちはこの行為に落胆した。また、アブル＝ハサン・アリーの息子であるアブー・ウマル・ターシュフィーンを含む多くの王族や貴族も捕らえられた。殺害された者の中にはナスル朝の知識人や公職者も多く含まれていた。ユースフ1世はマルベーリャを経由して首都のグラナダへ撤退した。一方のアブル＝ハサン・アリーはジブラルタルに向かい、不在時の反乱を防ぐために本国へ勝利の知らせを送りつつ同じ日の夜に海峡を渡ってセウタに逃れた。
さまざまなイスラーム教徒の作家がマリーン朝のスルターンに敗戦の責任を負わせた。ザイヤーン朝のアブー・ハンムー2世は、この敗北が「イスラーム教徒の長に恥をかかせ、偶像崇拝者たちを歓喜させた」と語り、トレムセン出身の歴史家であるマッカリーは、軍隊が「風の前の塵のように」追い散らされたと批評している。一方でユースフ1世が非難に晒されることはなかったとみられ、ナスル朝では引き続き評判を保った。アルフォンソ11世は勝利を得てセビーリャへ引き返し、イスラーム教徒の捕虜と自軍が奪った戦利品を誇示しながら凱旋した。大量の金と銀を獲得したため、遠く離れたパリやアヴィニョンでもこれらの相場が6分の1に下落したと言われている。

### サラード川の戦い以降

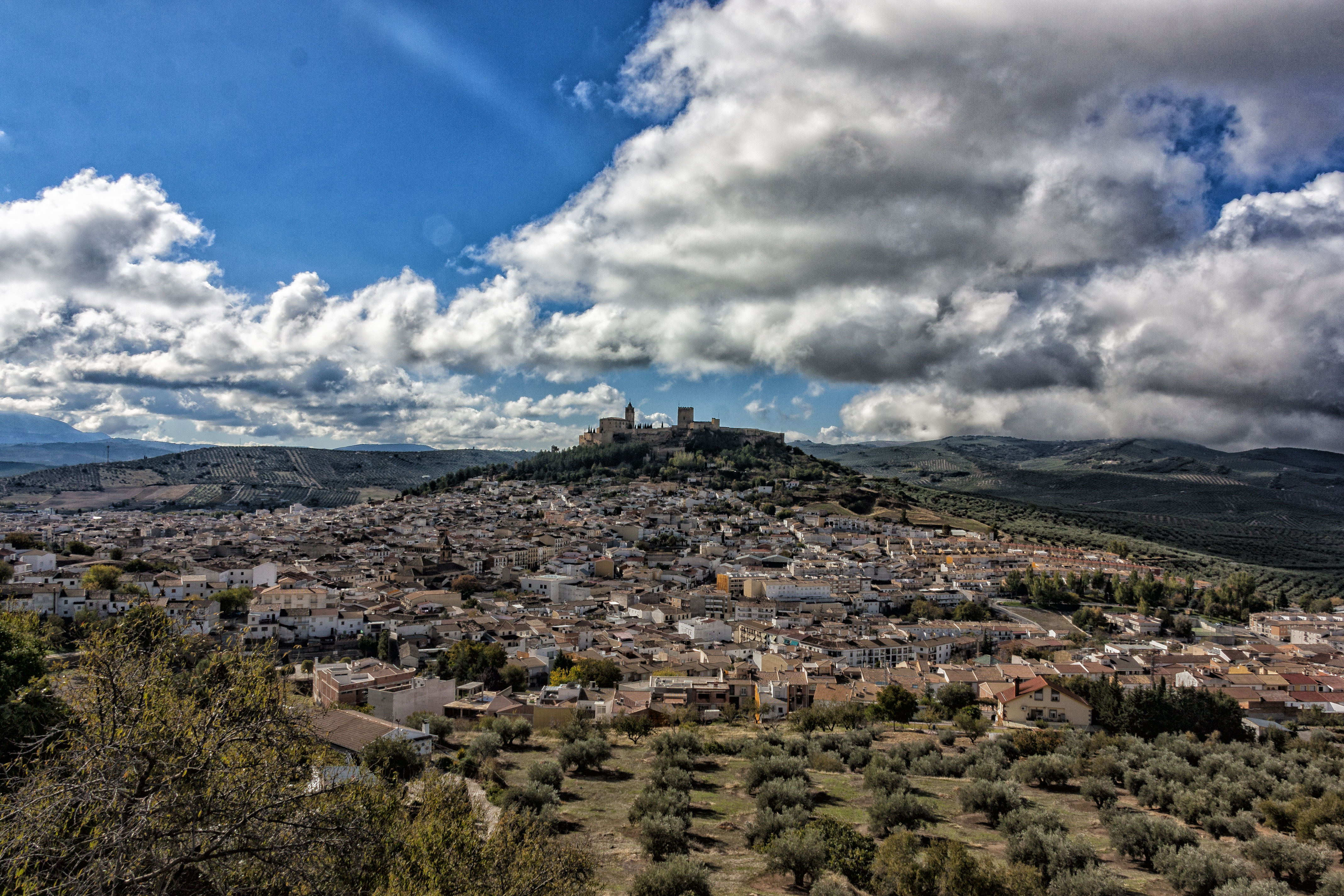
1341年にナスル朝からカスティーリャの手に渡ったアルカラ・デ・ベンサイデ（現在のアルカラ・ラ・レアル）

マリーン朝の軍隊の大部分が北アフリカへ撤退したため、アルフォンソ11世はナスル朝に対して自由に行動を起こせるようになった。そして1341年4月にマラガへの攻撃を装いつつナスル朝へ侵攻した。ユースフ1世が他の地域から多くの兵力を集めて西方の港湾都市であるマラガの軍事力を増強すると、アルフォンソ11世はグラナダから北へ50キロメートルに位置する国境の重要な要塞都市であり、この時マラガを救援するために守備隊を削減していたアルカラ・デ・ベンサイデに兵力を振り向けた。カスティーリャ軍は都市への包囲を開始し、周辺の農村地帯を荒らし回って食糧を奪い、さらに（攻撃側には何の利益ももたらさない）ブドウの木の破壊行為にも及び、地域の農業に長期的な被害を与えた。
これに対しユースフ1世は、グラナダ周辺の豊かな平野部へのカスティーリャ軍によるさらなる襲撃を阻止するため、ピノス・プエンテに位置する強固な防御力を擁する拠点に移動した。アルフォンソ11世はユースフ1世をこの拠点から誘き出すためにより多くの地域へ襲撃を拡大させたが、カスティーリャ軍がロクビンとイリョラ周辺の地域への破壊に向っている最中もナスル朝の軍隊は拠点に留まり続けた。アルカラ・デ・ベンサイデへの包囲が続いている間にユースフ1世はアルヘシラスからマリーン朝の援軍を受け入れ、その後、モクリンから10キロメートルの地点まで移動した。カスティーリャ軍とナスル朝軍はどちらも正面攻撃の危険を冒さず、アルフォンソ11世はユースフ1世を挑発して待ち伏せしようとしたが失敗に終わった。結局、アルカラ・デ・ベンサイデのイスラーム教徒の守備隊は救援の見込みが立たないために安全な退去を保証することと引き換えに要塞の明け渡しを申し出、アルフォンソ11世はこれを受け入れて1341年8月20日に要塞は降伏した。その後、ユースフ1世は停戦を申し入れたが、アルフォンソ11世はマリーン朝との同盟の解消を要求し、これに対してユースフ1世が要求を拒否したために戦争はさらに続いた。
アルカラ・デ・ベンサイデへの包囲と並行してアルフォンソ11世の軍隊は近郊のロクビンも占領した。また、アルカラ・デ・ベンサイデの陥落後、カスティーリャ軍は数週間のうちにプリエゴ、カルカブエイ、マトレラ、そしてベナメヒを攻略した。1342年5月にはジブラルタル海峡を航行していたマリーン朝とナスル朝の艦隊がカスティーリャとジェノヴァの艦隊による迎撃を受けて敗北し、12隻のガレー船が破壊され、その他の船もナスル朝の沿岸地帯に散っていった。

### アルヘシラスの包囲

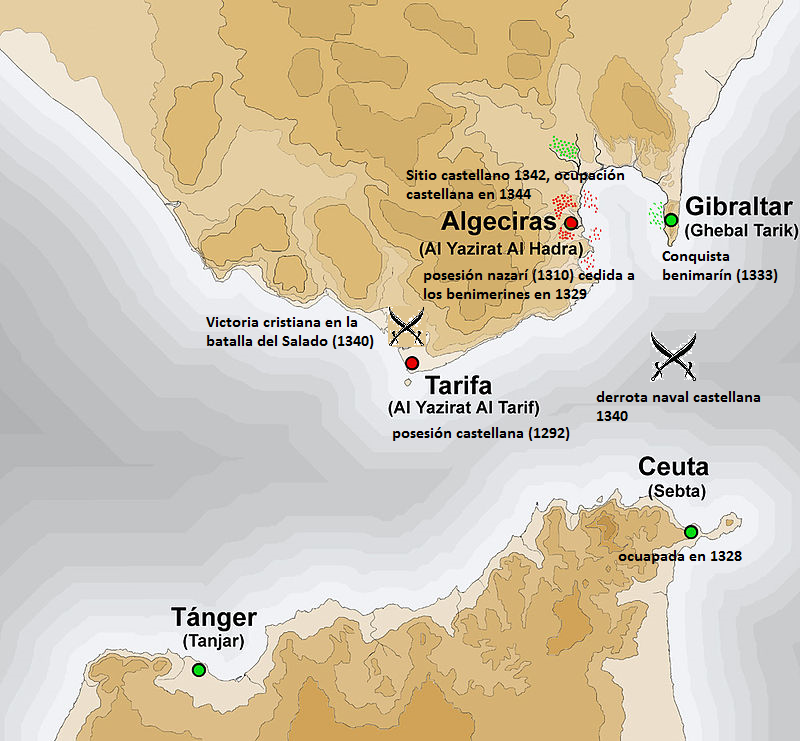
1329年から1350年にかけてのジブラルタル海峡における主要な港湾都市の勢力の変遷を示した地図。1350年時点での各都市を支配する勢力…カスティーリャ王国 (赤)、マリーン朝 (緑)。

その後、アルフォンソ11世は父親のフェルナンド4世（在位：1295年 - 1312年）が1309年から1310年にかけて包囲したものの、攻略に失敗したジブラルタル海峡の重要な港湾都市であるアルヘシラスに狙いを定めた。1342年8月上旬に都市に到着したアルフォンソ11世は陸と海から徐々に封鎖を進めていった。これに対しユースフ1世の軍隊はロンダのマリーン朝の軍隊とともに出征して包囲軍を後方から脅かし、注意を逸らそうと試みた。そして1342年11月から1343年2月にかけてエシハ周辺の土地を襲撃し、パルマ・デル・リオに侵入して略奪を行い、さらにはベナメヒを奪還してエステパを占領した。同年6月にユースフ1世はハージブのリドワーンをアルフォンソ11世のもとに派遣し、包囲の解除と引き換えに金銭の支払いを申し出た。アルフォンソ11世はこの提案に対し支払額の増額を要求した。ユースフ1世はアブル＝ハサン・アリーと協議するために北アフリカに渡り、資金を調達したものの、マリーン朝のスルターンから提供された資金はアルフォンソ11世の要求を満たすのに十分な額ではなかった。さらに、アルフォンソ11世から通行の安全を保証されていたにもかかわらず、帰路にあったユースフ1世のガレー船が金塊の強奪を試みたアルフォンソ11世に仕えるジェノヴァの船に襲撃された。ユースフ1世の船はこの襲撃を撃退し、その後アルフォンソ11世は謝罪したものの、ジェノヴァの船の船長に対しては何の措置もとらなかった。
包囲されたアルヘシラスのイスラーム教徒の守備隊は大砲を使用していたが、これはヨーロッパの主要な戦いの中で大砲が使用された最も早い時期の記録の一つであり、1346年に起こったクレシーの戦いでも使用されたことが知られている。アルフォンソ11世の軍隊には当時戦争中であったフランスとイングランドを含むヨーロッパの全土から十字軍の部隊が加わっていた。ヨーロッパの王や貴族の中ではナバラ王フェリペ3世、フォワ伯ガストン2世、ソールズベリー伯ウィリアム・モンタギュー、そしてダービー伯ヘンリー・オブ・グロスモントなどが参加していた。
ユースフ1世は1343年12月12日にパルモネス川を渡り、カスティーリャ軍の分遣隊と交戦した。カスティーリャの史料はイスラーム教徒側がこの交戦で敗北したと記録している。1344年の初頭にアルフォンソ11世は鎖で木をつないだ海上に浮遊する障害物を作り、アルヘシラスに向かう物資を遮断した。勝利への期待が薄れ、都市が飢餓に瀕したためにユースフ1世は再び交渉を開始した。カスティーリャの年代記によれば、ユースフ1世はハサン・アルガラファという名の使者を派遣し、住民が持ち運び可能な資産を持って都市から去ることを認めるならばアルヘシラスを降伏させると約束した。そして降伏と引き換えにナスル朝、カスティーリャ、およびマリーン朝の間で15年間の和平を結ぶことを提案した。アルフォンソ11世は降伏を受け入れるよりもアルヘシラスを襲撃して住民を皆殺しにすることで都市を手に入れるように助言されたものの、敵対する軍隊が近くにいる状況では襲撃の成果が確実ではないことを認識していた。結局、アルフォンソ11世はアルガラファの提案に同意したが、停戦期間を10年に縮めることを要求し、ユースフ1世はこれを受け入れた。この条約にはユースフ1世とアルフォンソ11世の他にアブル＝ハサン・アリー、ペーラ4世、そしてジェノヴァのドージェが参加した。ユースフ1世とアルフォンソ11世は1344年3月25日にアルヘシラス郊外のカスティーリャの陣営で条約に署名した。

### ジブラルタルの包囲と関連動向

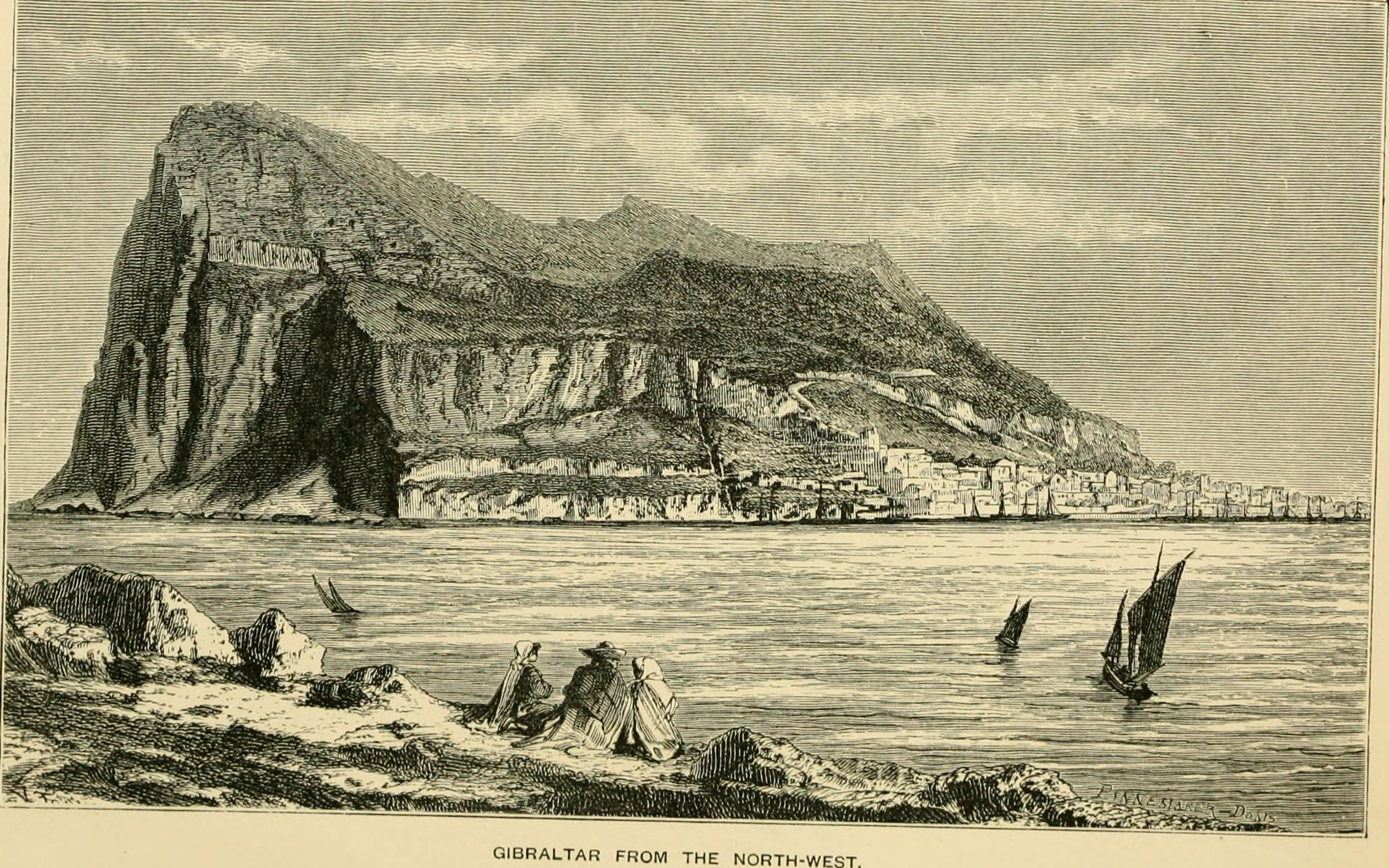
1349年から1350年にかけてカスティーリャ軍による包囲を受けたジブラルタル（1879年のイラスト）。包囲戦の最中の1350年にカスティーリャ王アルフォンソ11世が黒死病で死去し、マリーン朝とナスル朝はジブラルタルの防衛に成功した。

北アフリカのマリーン朝では1348年にアブル＝ハサン・アリーの息子のアブー・イナーン・ファーリス（在位：1348年 - 1358年）が反乱を起こしてフェズを占領し、イベリア半島のマリーン朝の支配地がアブー・イナーンの支配下に入った。そしてアルフォンソ11世がこれを口実に講和条約の存在はもはやイスラーム教徒の支配地からの攻撃を阻止し得ないと宣言したことで1349年にナスル朝に対する戦争が再開され、1349年6月もしくは7月にアルフォンソ11世の軍隊がジブラルタルに対する包囲を開始した。ジブラルタルは1309年にフェルナンド4世によってカスティーリャに占領されたものの、1333年にマリーン朝が奪還していた。包囲戦に先立ち、ユースフ1世はジブラルタルの守備隊を強化するために弓兵と歩兵を派遣していた。7月にはアルフォンソ11世も自ら包囲軍の陣中に加わり、同じ月にムルシア王国に対してナスル朝を攻撃するように命じた。アラゴン王ペーラ4世はユースフ1世の抗議にもかかわらず包囲を支援するためにアラゴンの艦隊を派遣したが、その一方でユースフ1世との講和条約を尊重してナスル朝のすべての臣民に対して危害を加えないように部下へ指示していた。マリーン朝が援軍を送れなかったためにカスティーリャとの戦いにおける主役はユースフ1世が担うことになり、ユースフ1世は軍隊を率いて一連の反撃に出た。1349年の夏にはアルカラスとケサーダの郊外を襲撃し、エシハを包囲した。同年の冬にはリドワーンを派遣してカニェーテ・ラ・レアルを包囲し、2日後に降伏させた。
包囲戦が進む中で1348年にイベリア半島の港に上陸していた黒死病が包囲軍の陣中を襲った。アルフォンソ11世は参謀たちの忠告にもかかわらず都市の包囲に固執した。その結果アルフォンソ11世自身も黒死病に感染し、1350年の聖金曜日（3月26日）もしくはその前日に死去した。都市の守備隊の一部が見守る中、カスティーリャ軍はジブラルタルから撤退した。ユースフ1世は敬意を表して国王の遺体とともにセビーリャへ向かうカスティーリャ軍の隊列に対し攻撃を加えないように国境地帯の軍と司令官に指示した。アルフォンソ11世の後を継いだのは15歳の息子のペドロ1世（在位：1350年 - 1366年）であった。ユースフ1世、ペドロ1世、そしてマリーン朝のアブー・イナーンは1350年7月17日に1357年1月1日を有効期限とする条約を締結した。ナスル朝とカスティーリャの間で交易が再開され（ただし、馬、武器類、小麦は除外された）、捕虜も交換された。ユースフ1世は和平と引き換えにペドロ1世に貢納金を支払い、要求があれば300騎の軽騎兵を派遣することにも同意したが、公的にペドロ1世の臣下となったわけではなかった。また、内心ではペドロ1世を嫌っていたものの、条約上の義務は遵守した。ユースフ1世は（歴史家のジョゼフ・オキャラハンによれば不本意ながらも）アギラールにおけるアルフォンソ・フェルナンデス・コロネルの反乱の鎮圧を支援するために300騎のヒネーテ（スペイン語で騎兵を意味する）を派遣し、アルヘシラスからペドロ1世に対して反乱を起こそうとした王の異母兄のエンリケを支援することも拒否した。

### ユースフ1世とマリーン朝の諸王子
アブル＝ハサン・アリーは1351年に死去するまでマリーン朝の君主の地位を取り戻そうと努力したものの失敗に終わった。さらに、アブー・イナーンの兄弟でスルターン位の競合者であったアブル＝ファドルとアブー・サーリムがナスル朝に逃亡した。ユースフ1世は両者の引き渡しを求めるマリーン朝のスルターンからの圧力を撥ね付けた。他の多くのナスル朝のスルターンたちと同様に、ユースフ1世は宮廷にマリーン朝の君主の地位を主張する者たちを抱えておくことでマリーン朝と対立した際に影響力を行使することができると考えていた。ユースフ1世の激励を受けたアブル＝ファドルはペドロ1世に支援を求めるためにカスティーリャに向かった。北アフリカで再び内戦を引き起こそうとしたペドロ1世はアブー・イナーンを攻撃するためにアブル＝ファドルをスース地方に上陸させる船を手配した。マリーン朝のスルターンはユースフ1世の態度に激しく憤ったものの、アブル＝ファドルがカスティーリャの支援を受けていることを知り、行動を起こすことをためらった。しかし、アブル＝ファドルはその後アブー・イナーンに捕らえられ、1354年か1355年に処刑された。最終的にアブー・サーリムがスルターンの地位を獲得したものの、即位したのはユースフ1世の死（後述）からかなり経過した1359年になってからのことであった。

## 建築事業

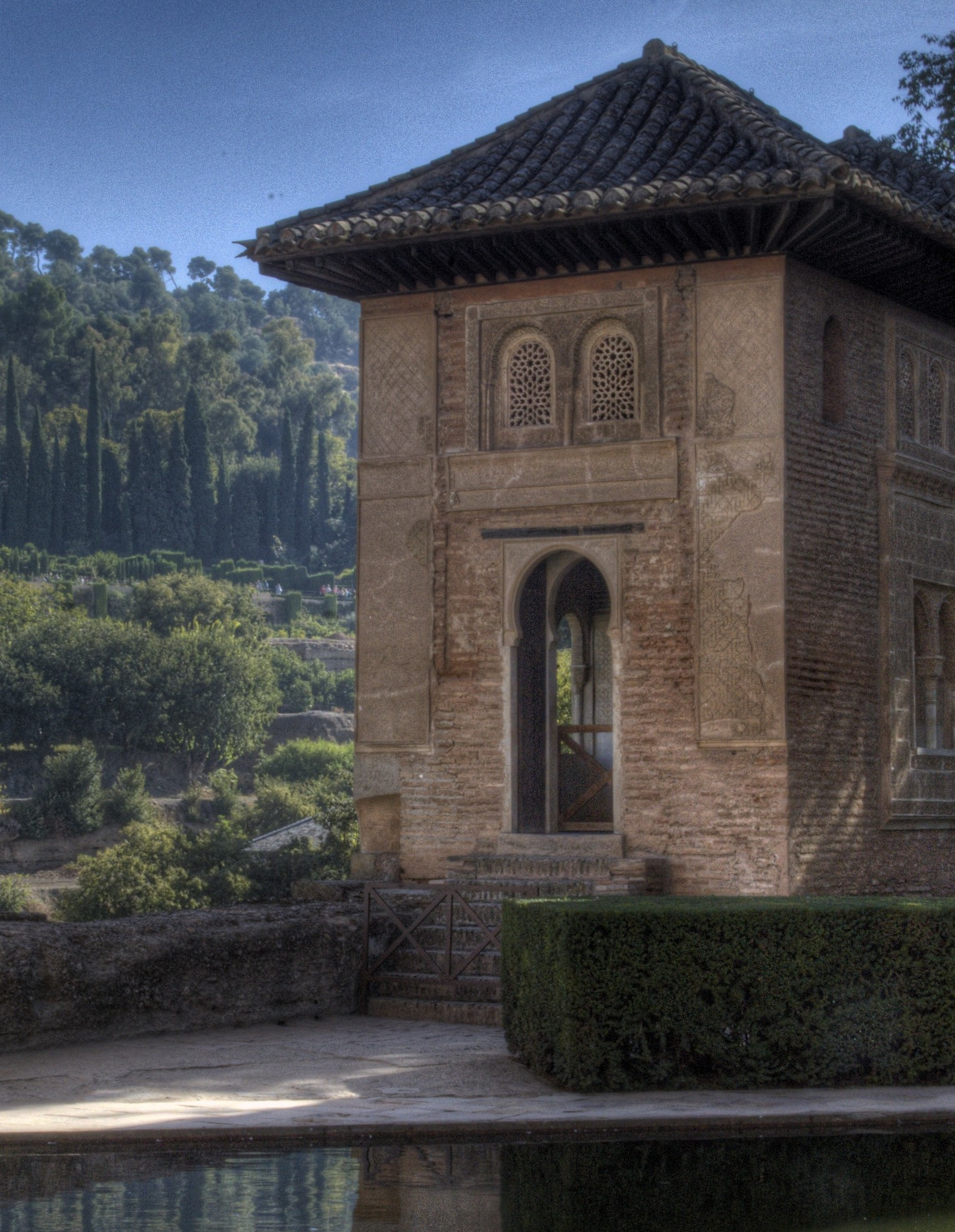
ユースフ1世がパルタル宮に建てた小さな祈りの間（オラトリオ）

ユースフ1世は1348年にアルハンブラ宮殿の壮麗な入口を形作っているバーブ・アッ＝シャリーア（裁きの門）を建設し、宮殿のアルカサバ（城塞）にはケブラーダの塔を建設した。宮殿内におけるナスル朝最大の建築物であるコマレス宮には大使の間の名でも知られるコマレスの間などを建築し、同じコマレス宮内部のハンマーム（浴場）の改修も行った。また、壁の碑文にユースフ1世の名前が繰り返し現れることから、コマレス宮の拡大に合わせてさまざまな新しい城壁や塔を建設し、同様にアルハンブラ宮殿の多くの中庭や広間に装飾を施したと考えられている。さらにパルタル宮の小さな祈りの間（オラトリオ）や、今日では七層の門として知られる建物を建築した。また、ユースフ1世はアルハンブラ宮殿の北の城壁にある二つの塔を小さな宮殿として建設したか改造した。これらの建築物はこの時代におけるナスル朝建築の中でも斬新な特徴を持っており、今日ではそれぞれペイナドール・デ・ラ・レイナ（16世紀にスペイン王カルロス1世が王家の新しい居室として拡張した）とトレ・デ・ラ・カウティーバ（捕虜の塔）として知られている。

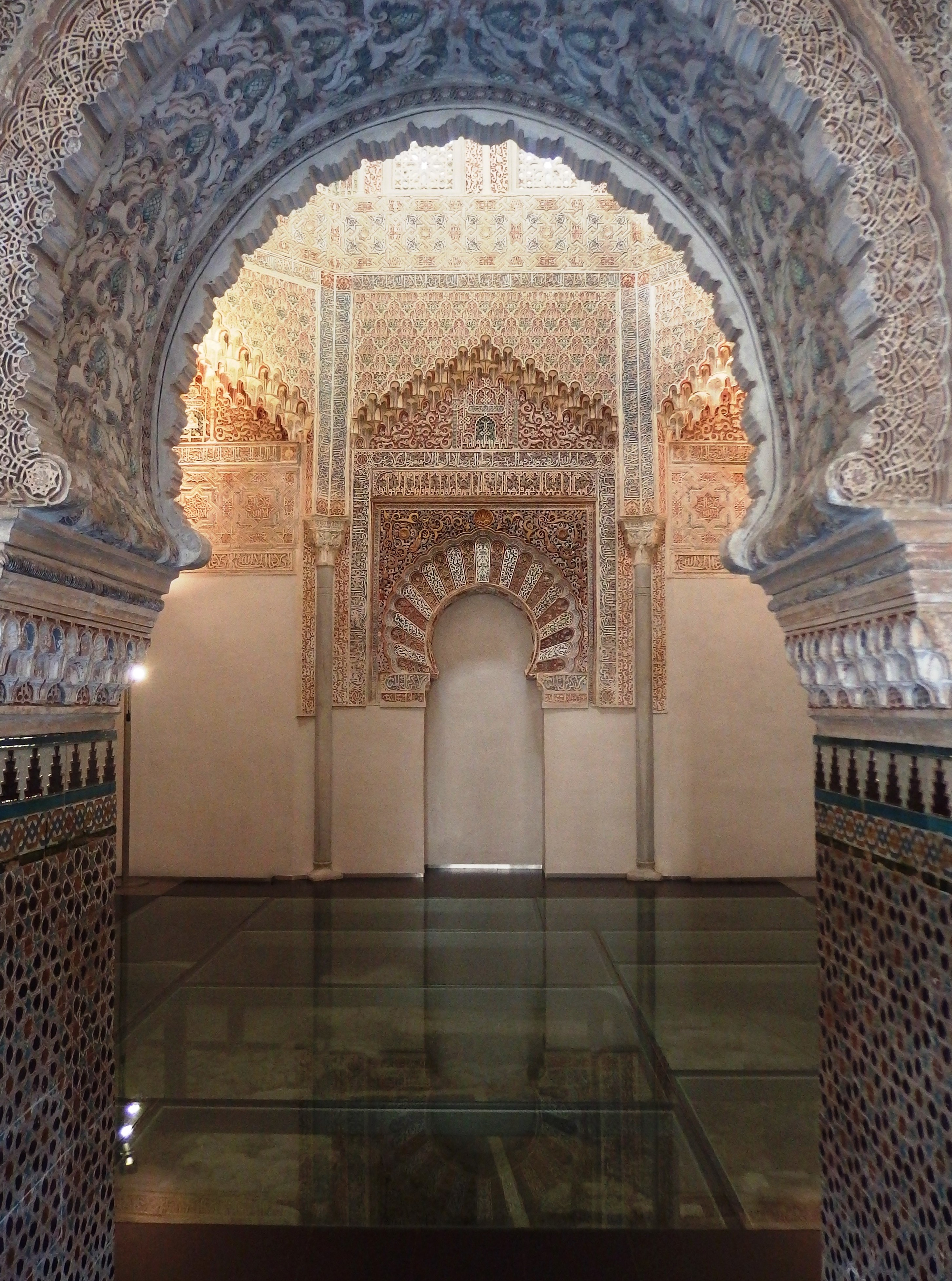
1349年に建設されたマドラサ・ユースフィーヤの祈祷室

1349年にはグラナダの大モスク（現在のグラナダ大聖堂）の近くに宗教系の教育機関であるマドラサ・ユースフィーヤを設立し、中世のボローニャ大学、パリ大学、およびオックスフォード大学に匹敵する高等教育を提供したが、今日ではその祈祷室のみが残されている。また、グラナダ市内にナスル朝時代のキャラバンサライとして唯一残っている、今日ではコラール・デル・カルボン（石炭の中庭）の名で知られるアル＝フンドゥク・アル＝ジャディーダ（新しいフンドゥク）を建設した。グラナダから離れた場所ではマラガのヒブラルファロ地区や父方の祖父でマラガのかつての総督であるアブー・サイード・ファラジュが居所としていたアルカサバを拡張した。
ユースフ1世は特にサラード川での敗戦以降の時期に領内の全域にわたって新たな塔や城門、外堡などを含む防衛施設を建設した。また、既存の城や城壁、さらには沿岸地帯の防備も強化した。ハージブのリドワーンはナスル朝の南部海岸の全域に40に及ぶ監視塔（タリーア）を建てた。ユースフ1世は同様にグラナダの城門（エルビラ門とビブランブラ門）と城壁も強化した。

## 統治政策
歴史家のアントニオ・フェルナンデス・プエルタスによれば、ユースフ1世の政権は「主要な文化人たちの集い」を含む多くの大臣たちによって支えられていた。その中の一人であるアブー・ヌアイム・リドワーンは、ナスル朝の統治下ではムハンマド4世によって初めて創設され、ワズィール（宰相）や他の大臣よりも高い地位にあったハージブ（侍従）の職責を担った。ハージブはスルターンの不在時における軍の指揮権を有していた。リドワーンはサラード川での敗戦後に解任されただけでなく投獄され、1年後に釈放されたものの、再びワズィールに任命しようとしたユースフ1世の復帰要請を断った。リドワーンに代わってハージブとなったアブル＝ハサン・ブン・アル＝マウルは名家の出身ではあったものの政治的な事案を扱う能力に欠けていた。アル＝マウルは数か月後に解任され、敵対者による陰謀を避けるために北アフリカに逃れた。その後、ユースフ1世の後継者であるムハンマド5世（在位：1354年 - 1359年、1362年 - 1391年）の下でリドワーンが復帰するまでハージブの官職は空席となったが、1359年にリドワーンが殺害されると、ユースフ3世（在位：1408年 - 1417年）によってアブル＝スッルール・ムファッリジュが任命されるまでハージブは再び空席となった。
1341年に著名な詩人であるイブン・アル＝ジャイヤーブが最高位の大臣としてワズィールに任命され、サラード川の戦い以降の時期におけるユースフ1世の慎重な政策の立案者となった。また、王室書記官でもあったため、ズル＝ウィザーラタイン（二つの宰相位の保持者）と呼ばれた。1348年にはナスル朝の一帯を黒死病が襲い、三大都市（グラナダ、マラガ、およびアルメリア）で大流行したことが記録に残されている。1349年に死去したイブン・アル＝ジャイヤーブをはじめとする多くの学者や公職者も黒死病の犠牲となった。ワズィールと王室書記官の地位はイブン・アル＝ジャイヤーブの後見を受けていたイブン・アル＝ハティーブがイブン・アル＝ジャイヤーブの希望によって後継者となった。イブン・アル＝ハティーブはイブン・アル＝ジャイヤーブの下でナスル朝に仕え、サラード川の戦いで死亡した父親に代わり1340年に宮廷の書記官（ディーワーン・アル＝インシャー）となっていた。また、ワズィールとなって以降は財務長官などの官職も歴任した。ブライアン・カトロスによれば、「14世紀のアル＝アンダルスにおける傑出した作家であり知識人」であったイブン・アル＝ハティーブは、その生涯を通じて歴史、詩、医学、風俗、神秘主義思想、そして哲学などのさまざまな分野で著作を残した。さらに公文書や宮廷文書を入手できる立場にあったことから、イブン・アル＝ハティーブの著作はナスル朝に関する重要な史料の一部となっている。

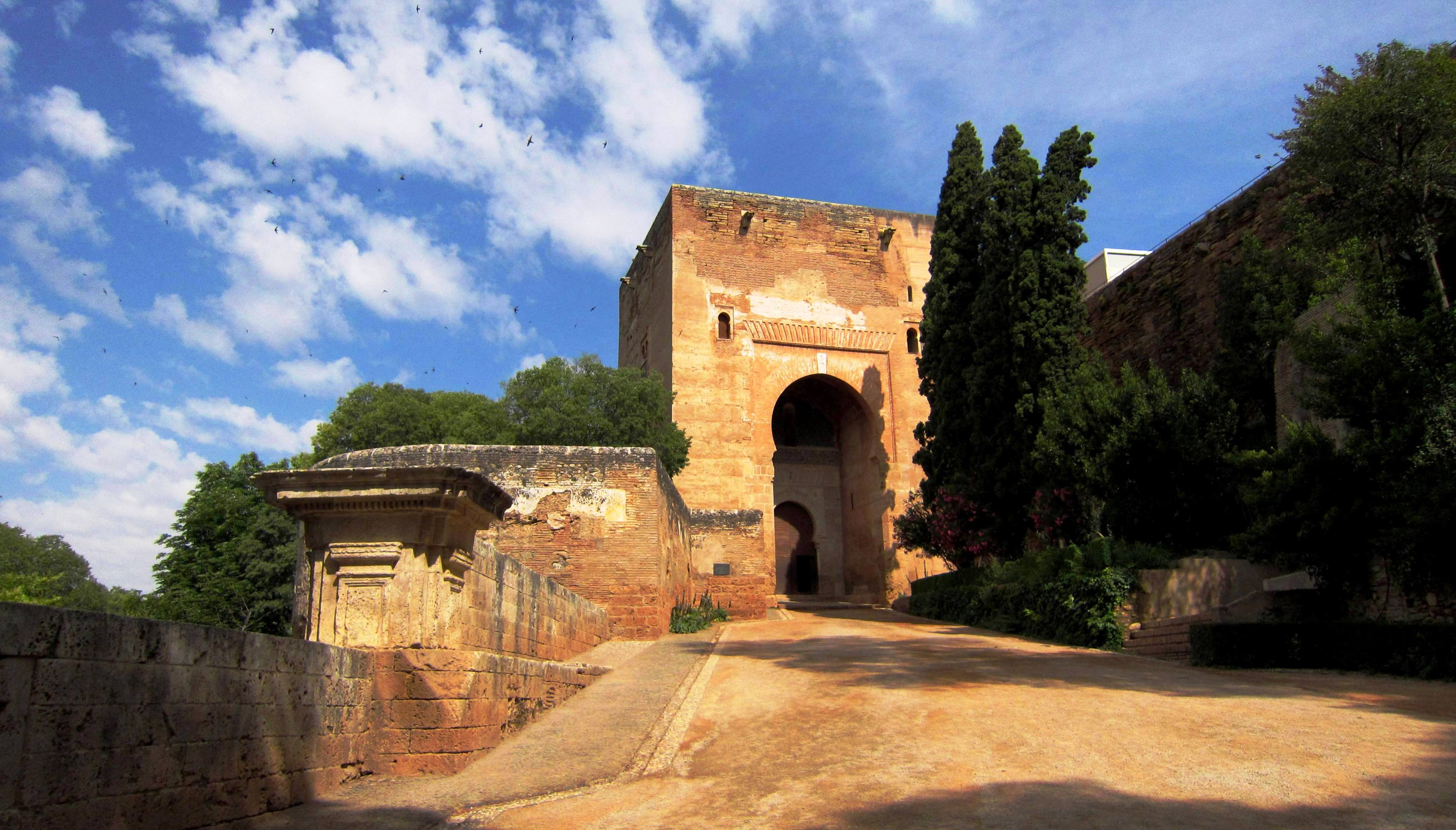
ユースフ1世が建設したアルハンブラ宮殿への入口の一つであるバーブ・アッ＝シャリーア（裁きの門）

ユースフ1世は毎週月曜日と木曜日に臣下から懸案事項を聞くために大臣や王家の人々の助けを借りながら公の場で臣下たちを接見した。同時代の歴史家であるイブン・ファドラッラーフ・アル＝ウマリーによれば、これらの聴聞会ではクルアーンの10分の1とハディースの一部の朗読も行われていた。また、公式の国家行事が行われる際には木製の折り畳み式の肘掛け椅子に座ってこれらの宮廷活動を取り仕切った。この椅子は今日ではアルハンブラ宮殿の博物館に保存されており、椅子の背もたれにはナスル朝の紋章が刻まれている。1347年4月から5月にかけてユースフ1世は領内の一部の防衛施設の視察を主な目的として東部地域を巡行した。廷臣たちを伴って22日間で20か所を訪問したが、その中にはアルメリアの港も含まれており、そこでは民衆から歓迎を受けた。イブン・アル＝ハティーブは他にもユースフ1世の人気を物語る逸話を伝えており、その中にはプルチェナで広く尊敬を集めていた判事による歓迎、1354年の（庶民の女性を含む）グアディクスの民衆からの歓迎、そして同じ1354年の一部のキリスト教徒の商人たちによる歓迎といった出来事が含まれている。ビダル・カストロによれば、ユースフ1世の名を冠した金貨は特に美しいデザインをしており、今日までその多くが残されている（本稿の冒頭にその一例を掲載している）。
外交面ではユースフ1世はナスル朝の歴史上初めてカイロのマムルーク朝に使節を派遣した。今日まで残されているマムルーク朝のスルターンのアッ＝サーリフ・サーリフから送られた書簡の写しによれば、ユースフ1世はキリスト教徒と戦うための軍事的支援を求めていた。アッ＝サーリフはユースフ1世の勝利を祈ったが、自国内の紛争への対処のために軍隊が必要であるとしてナスル朝への軍隊の派遣は断った。ユースフ1世と北アフリカの支配者、特にマリーン朝のスルターンとの間で行われた外交上の交渉は、イブン・アル＝ハティーブが編纂した『ライハーナト・アル＝クッターブ』の中に記録されている。
司法面ではムハンマド4世が任命したカーディー・アル＝ジャマーア（カーディーの長官）であるアブー・アブドゥッラー・ムハンマド・アル＝アシュアリー・アル＝マラキーがユースフ1世の下でも留任し、サラード川の戦いで死亡するまでユースフ1世に仕えた。アル＝マラキーは確固たる意見を持つ人物であったことで知られており、ユースフ1世に詩を書いて税収を浪費する役人を警告したり、イスラーム教徒の指導者としての臣民に対する責任を思い起こさせたりした。アル＝マラキーの死後、ユースフ1世は順にムハンマド・ブン・アイヤーシュ、イブン・ブルタール、およびアブル＝カースィム・ムハンマド・アッ＝サブティーの3人をカーディー・アル＝ジャマーアに任命した。最後のアッ＝サブティーは1347年に辞任し、ユースフ1世は後任として各地で裁判官を務めた経験を持ち、文学の愛好者として知られていたアブル＝バラカート・ブン・アル＝ハッジ・アル＝バラーフィーキーを任命した。また、ムフティーと呼ばれる著名な法学者たちの役割を強化した。ムフティーはイスラーム法の難解な論点を解釈し、しばしば裁判官を手助けするための法的見解（ファトワー）を発行していた。マーリク学派のイスラーム法を教えるマドラサ・ユースフィーヤが設立されたのもムフティーの影響力を高めることを目的の一つとしていた。ユースフ1世は法による支配を強調し、著名な人物を裁判官に任命することによって、臣民や他のイスラーム諸国の君主たちの間における評判を高めた。その一方でユースフ1世は神秘主義的な傾向があり、宮廷のイスラーム法学者（ファキーフ）たちの反感を買っていた。また、著名な哲学者であるガザーリー（1111年没）を評価していたが、ガザーリーのスーフィズムの信条は主流の学者たちからは嫌われていた。

## 家族

ユースフ1世とその後継者である息子のムハンマド5世、イスマーイール2世、および娘婿のムハンマド6世を含むナスル朝の家系図（太字がスルターン）

イブン・アル＝ハティーブによれば、ユースフ1世は即位後に内妻を持つことを考え始めていた。ユースフ1世には2人の内妻がいたが、2人ともキリスト教国の出身であり、それぞれブサイナとマルヤム（またはビ＝リム）の名前が与えられた。ユースフ1世がブサイナを迎え入れたのはイブン・アル＝ジャイヤーブが2人の婚礼について書いた詩の日付であるヒジュラ暦737年（西暦1337年頃）のことだと考えられている。婚礼は雨の日に執り行われ、これを記念して競馬が行われた。1339年にブサイナはユースフ1世の長男のムハンマド（後のムハンマド5世）を産み、続いてアーイシャと名付けられた娘を産んだ。マルヤム（ビ＝リム）は7人の子供を産み、息子については長男のムハンマドの誕生から9か月後に生まれたイスマーイール（後のイスマーイール2世、在位：1359年 - 1360年）とカイスの2人、娘についてはファーティマ、ムウミナ、ハディージャ、シャムス、およびザイナブの5人を産んだ。
長女（5人のうちの誰かは不明）は再従兄弟にあたる後のムハンマド6世（在位：1360年 - 1362年）と結婚した。マルヤム（ビ＝リム）の影響力はブサイナよりも大きかったと言われており、ユースフ1世は他の子供たちよりも次男のイスマーイールを寵愛した。ユースフ1世にはもう一人アフマドという名前の息子がいたが、母親は不明である。また、同様に王家の親族の娘である妻がいたが、ヒジュラ暦738年（西暦1338年頃）に婚礼が行われたということ以外、史料上にこの妻に関する言及はなく、歴史家のバルバラ・ボロイクス・ガジャルドは、この妻が早くに死去したのではないかと推測している。当初ユースフ1世はイスマーイールを後継者に指名していたものの、自分の死の数日前により判断力に優れていると考えたムハンマドに後継者を変更した。ユースフ1世が死去した時点でムハンマドとイスマーイールはともに15歳前後であった。

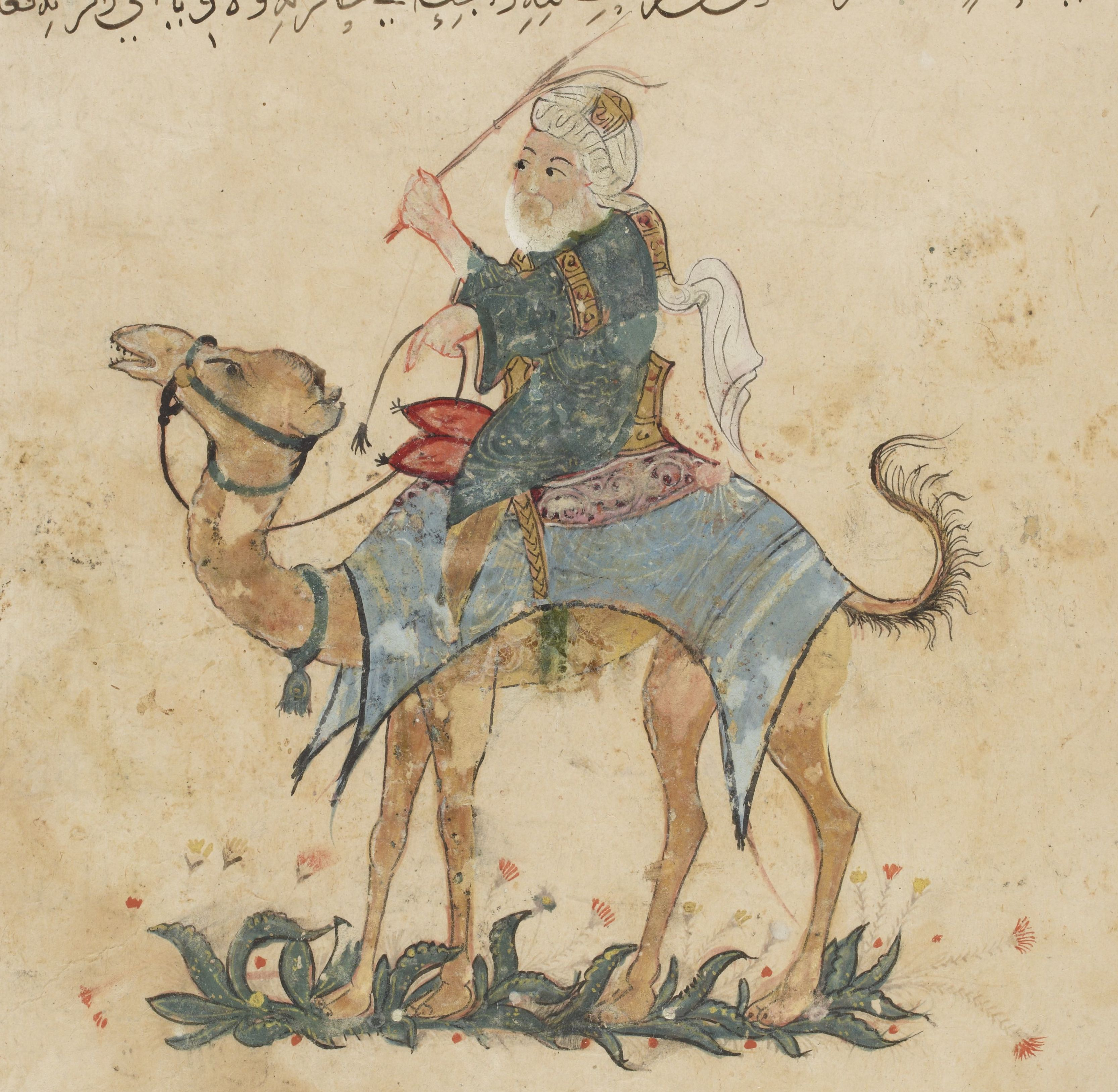
ユースフ1世の治世中の1350年にグラナダを訪れたイブン・バットゥータ

子供たちの教育はハージブのアブー・ヌアイム・リドワーンに委ねられていた。リドワーンはかつてはキリスト教徒であり、若いイスマーイールにいくらかのギリシア語を習得させることができた。ユースフ1世の祖母のファーティマはナスル朝の宮廷で数世代にわたり強い影響力を保持していたが、1349年に（太陰暦の）90歳で死去し、イブン・アル＝ハティーブから哀悼の詩を捧げられた。ユースフ1世の母親であるバハールの活動についても記録が残されている。1350年に北アフリカの旅行家のイブン・バットゥータがグラナダを訪れ、王族に謁見を求めたものの、当時ユースフ1世は病気を患っており、代わりにバハールがイブン・バットゥータに十分な滞在費を提供した。しかし、バハールが実際にイブン・バットゥータに会ったのかどうか、また、イブン・バットゥータがアルハンブラ宮殿の内部に迎え入れられたのかどうかは不明である。ユースフ1世の内妻であるマルヤム（ビ＝リム）はユースフ1世の死後に重要な役割を演じた。1359年には100人が関与したクーデターに資金を提供し、自分の息子のイスマーイールを支持して継子のムハンマド5世を退位させた。
ユースフ1世には前任者のムハンマド4世の他にもう一人の異母兄であるファラジュがいたが、ファラジュはユースフ1世の即位後に海外へ移住した。その後ナスル朝に戻ってきたものの、ヒジュラ暦751年（西暦1350/1年）にアルメリアにおいてユースフ1世の命令で投獄され、恐らく政治的な理由によって殺害された。同様にユースフ1世は異母弟のイスマーイールも投獄したが、イスマーイールは後にムハンマド5世によって解放され、北アフリカに移住した。さらにユースフ1世にはファーティマとマルヤムという名の2人の異母姉妹がおり、ユースフ1世は2人の結婚を取り持った。両者のうちの一人は王家の親族であるアブル＝ハサン・アリー（マリーン朝のスルターンとは別人）に嫁いだ。

## 暗殺
ユースフ1世は1354年10月19日（イード・アル＝フィトルにあたるヒジュラ暦755年シャウワール月1日）にグラナダの大モスクで祈りを捧げている最中に暗殺された。この時、大モスクではイードの祈りの儀式が行われていたが、その最後に平伏している間に一人の男が短剣でユースフ1世を突き刺した。イブン・アル＝ハティーブは自身の著作の中でこの時の様子を詳細に記しているが、当時宮廷の高官であったことを考慮すると、恐らくイブン・アル＝ハティーブ自身もスルターンから数メートル離れた場所で同様に祈りを捧げていたとみられている。襲撃者はこの儀式の最中に信徒の集団内から離れてスルターンの方に向かっていった。犯人の動きは本人の状況と身分（次の段落を参照）から誰にも気づかれなかったか警戒されず、スルターンのところにたどり着くと飛びかかってスルターンを刺した。その後、厳粛な祈りの儀式は中断され、ユースフ1世はアルハンブラ宮殿の王家の居室に運び込まれたものの、そこで息を引き取った。襲撃者は尋問に掛けられたが、その受け答えは理解不能なものだった。そしてある暴徒の手によってその後すぐに殺害された。襲撃者の遺体は焼却されたか（このイブン・アル＝ハティーブによる説明は遺体が実際に焼却されたのではなく地獄の業火に焼かれたことを意味している可能性がある）、イブン・ハルドゥーンによる説明では「千個に細切れ」にされた。
イブン・アル＝ハティーブの説明では、殺人は動機のない狂人（マムルール）の行為とされており、フェルナンデス・プエルタスとハーヴェイもこれを主要な説明として取り上げているが、ハーヴェイは動機の記録が欠けていることで「疑惑に満ちている」と付け加えている。イブン・ハルドゥーンと当時と近い時代に生きたもう一人のアラブ人の歴史家であるイブン・ハジャル・アル＝アスカラーニーによる説明は、襲撃者が身分も知能も低い狂人であったとしている点で一致している。その一方でイブン・ハルドゥーンは、犯人は王室の厩舎にいた奴隷であり、一部の人々はムハンマド4世と黒人女性の間に生まれた庶子なのではないかと疑っていたと書き加えている。ビダル・カストロはこの説明を引用しつつ第三者が扇動した政治的動機による襲撃という別の解釈を提示している。ビダル・カストロは、本人の精神状態を考慮すれば襲撃者が自ら政治的な陰謀を企ていたとは考えにくく、ユースフ1世には後継者として自分の息子がいたことから、扇動者が狂った庶子を即位させることを目的としていたとも考えにくいとしている。そしてそのような可能性よりも、襲撃者の特異な精神状態を利用して造作なくユースフ1世を殺害し、その支配を終わらせることを目的としていたと考察している。ユースフ1世の甥とされる襲撃者はスルターンに近づきやすい立場であった可能性があり、その精神状態から実際の目的を知ることなくほとんど自殺同然の襲撃を実行するように容易に操ることも可能であった。さらにはこの襲撃を単なる狂人の行動として片付けることもできた。ビダル・カストロは、ユースフ1世の殺害を唆したこの事件の真犯人は正体や具体的な動機が不明な宮廷内の一派であったか、ユースフ1世との関係がその治世の末期に悪化していたマリーン朝のスルターンのアブー・イナーンが送り込んだ工作員だったのではないかと推測している。

## 遺産

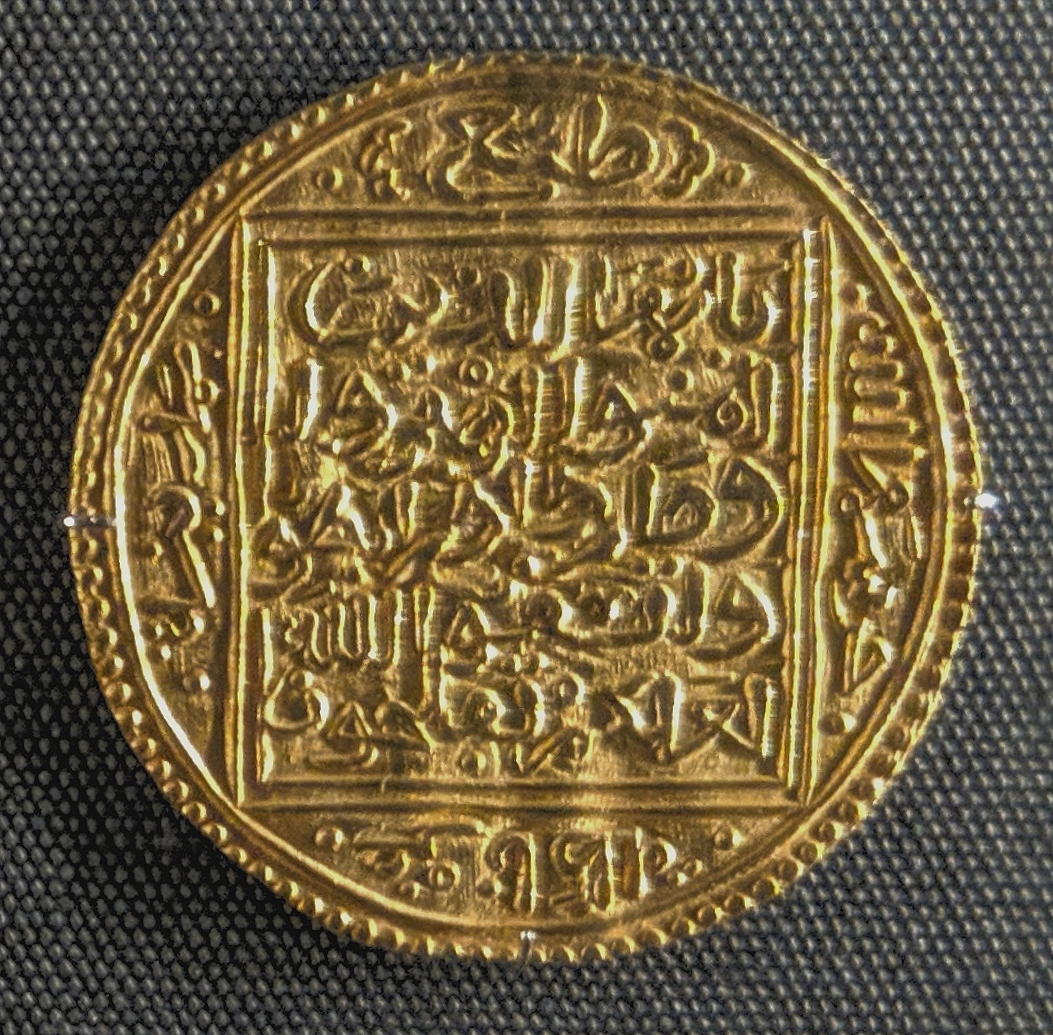
ムハンマド5世のディナール金貨。ユースフ1世とムハンマド5世の治世は現代の歴史家の間でナスル朝の全盛期であったと考えられている。

ユースフ1世の死後にスルターンの地位は長男のムハンマド5世に継承された。ユースフ1世は曾祖父のムハンマド2世と父親のイスマーイール1世に並んでアルハンブラ宮殿の王立墓地（ラウダ）に埋葬された。およそ140年後のグラナダの降伏に伴い、最後のスルターンとなったムハンマド11世（ボアブディルの名でも知られる）がこの墓地から遺体を掘り起こし、自身の領地があったアルプハラスの一部であるモンドゥハルに改葬した。
フェルナンデス・プエルタスは、領内の建築活動や文化活動の成果、さらには医学研究の隆盛といった事例を挙げ、ユースフ1世とその後継者であるムハンマド5世の治世をナスル朝の「絶頂期」であったと評している。同じように歴史家のブライアン・カトロスは、この2人のスルターンの治世をナスル朝の「最も偉大な栄光の時代」と表現し、ラシェル・アリエも同じ時代を「最盛期」であったと評している。ハーヴェイはユースフ1世の文化的な業績を「相当に」「充実した」ものであるとし、その治世について、ナスル朝の「黄金時代」の始まりを告げるものだったと述べている。さらに、ユースフ1世の下でナスル朝は「アルフォンソ11世による攻撃の猛威」に耐え、最後にはマリーン朝への依存度を下げたと指摘している。一方でハーヴェイはユースフ1世の治世に被った損害についても指摘しており、グラナダ陥落以前のナスル朝時代において「イスラームの大義が被った唯一にして最大の挫折」となったサラード川での敗北に加え、戦略的に重要であったアルヘシラスとアルカラ・デ・ベンサイデの喪失を招いたと述べている。